# Sotrondio
Sotrondio es una localidad de la parroquia de San Martín, en el concejo asturiano de San Martín del Rey Aurelio (España). Cuenta con 3.000 habitantes, aproximadamente.

## Localidad
Es uno de los tres distritos, junto con El Entrego y Blimea, que forman la ciudad de San Martín del Rey Aurelio, en el concejo homónimo. Era la villa capital del concejo hasta que por decreto de la comunidad autónoma de 13 de septiembre de 2007 Sotrondio se une a las poblaciones limítrofes de El Entrego y Blimea para formar la población de San Martín del Rey Aurelio. Se encuentra a 30 km de Oviedo.

## Historia

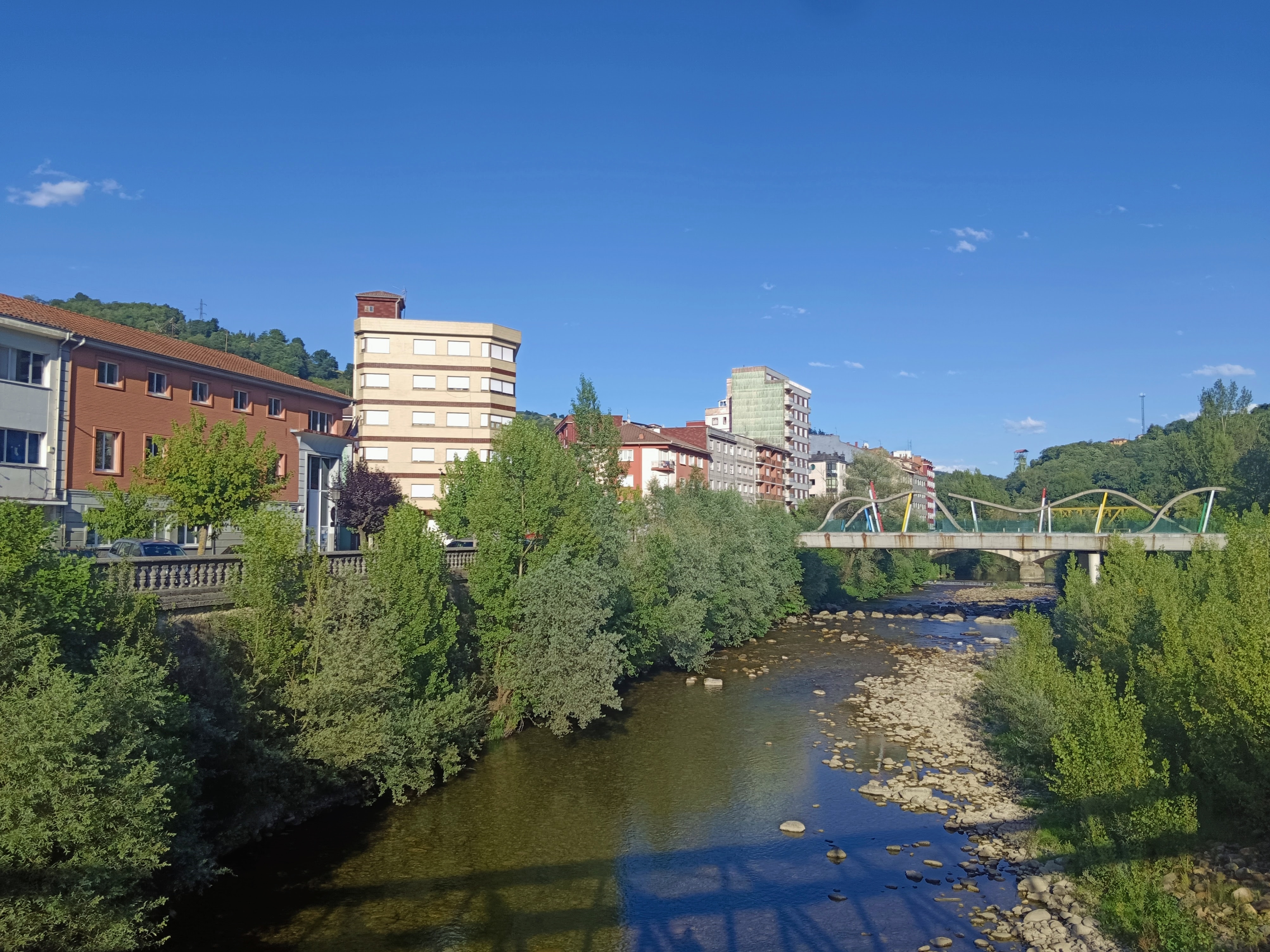
Río Nalón a su paso por Sotrondio

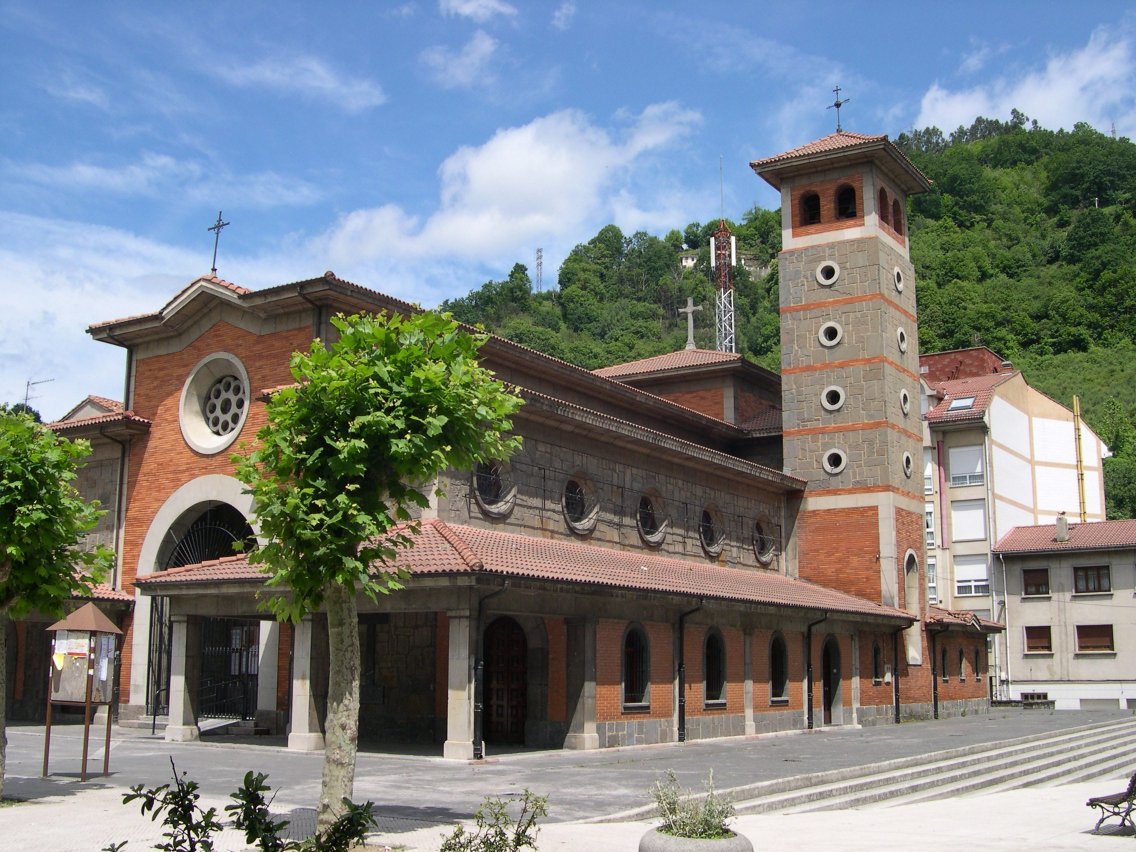
Iglesia de San Martín

Los restos de arte mueble más antiguos del municipio fueron hallados en Sotrondio, tratándose de un hacha de bronce del tipo de talón con dos asas. 
Las parroquias que forman San Martín del Rey Aurelio formaban parte del concejo de Langreo hasta que con el pronunciamiento de Riego en 1820, pasan a independizarse de Langreo. Tras la vuelta al absolutismo se reintegran en Langreo hasta que en 1837 se hace definitiva la separación como agradecimiento de San Martín frente a los carlistas. La capital se establece en una pequeña población conocida como La Alameda. Con la llegada del Ferrocarril de Langreo y la explotación minera en el siglo XIX, comienzan a crecer los pequeños núcleos de población de la zona, que se juntaron en torno a La Alameda, que pasa a llamarse Sotrondio por ser éste el topónimo utilizado por el ferrocarril, que llega en 1885. Alrededor de Sotrondio se explotarán numerosas pertenencias mineras, como el Pozo San Mamés, siendo la villa uno de los muchos núcleos de residencia de las familias mineras y algunos pequeños propietarios de comercios. 
En la posguerra se construye la barriada del Serrallo al otro lado del río Nalón, siendo el barrio más populoso del concejo. Con la extracción de carbón, Sotrondio contaba con varias escuelas, teatro, casino, biblioteca, comercios. etc. Con la reconversión industrial de los años 80, San Martín del Rey Aurelio pierde su peso económico, y se acrecienta la sangría demográfica de la zona. La población actual de Sotrondio es de unos 3.000 habitantes, muy inferior a la de hace algunas décadas.  

### Actualidad

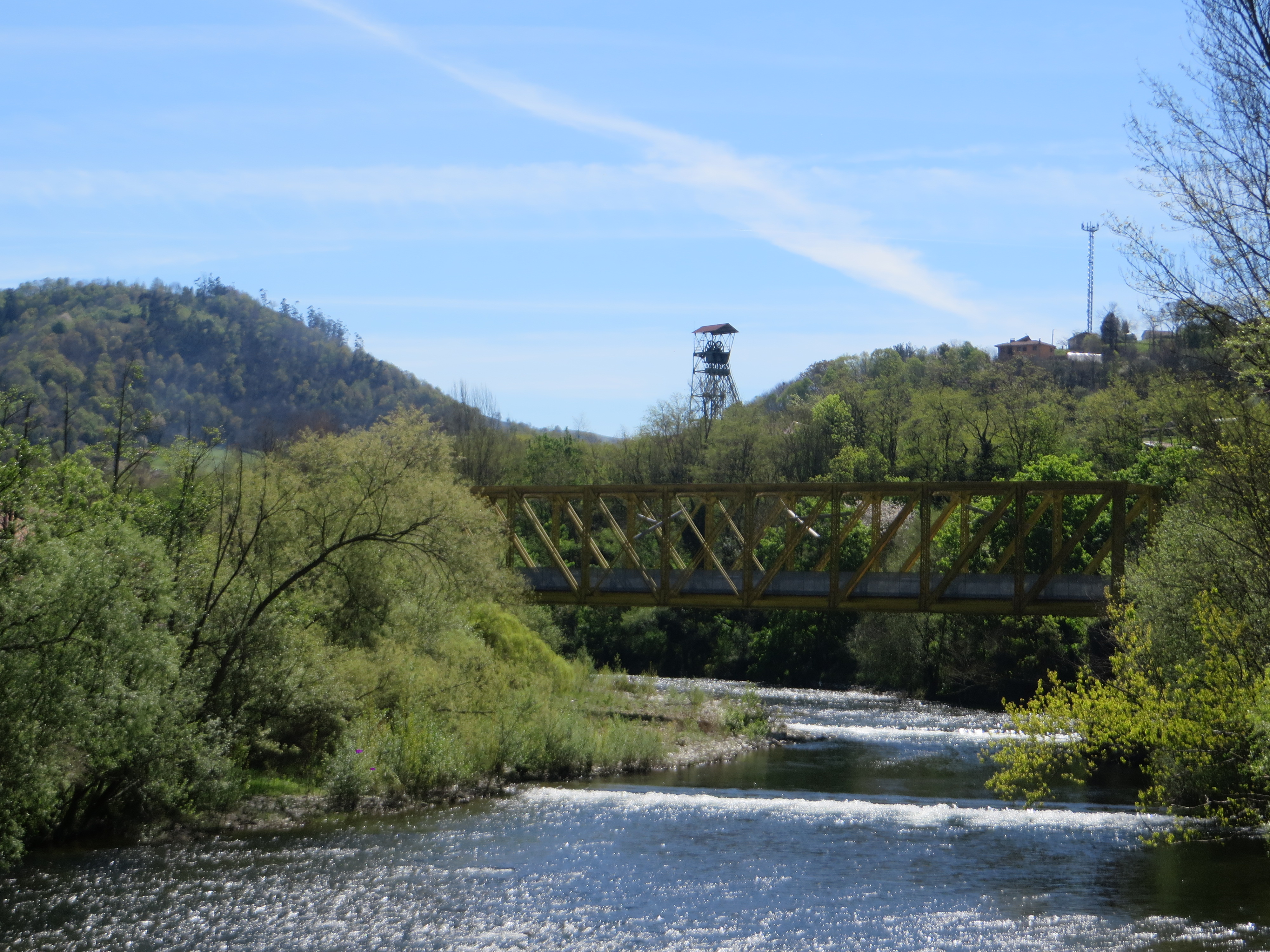
Puente de los Gallegos y mina San Mamés

Sotrondio alberga el ayuntamiento de San Martín del Rey Aurelio y la sede de la Mancomunidad Valle del Nalón. Cuenta con estación de tren, polideportivo con piscina climatizada, un hotel, un instituto, un centro cultural en el antiguo mercado, una biblioteca, y está unida con Blimea por el parque de El Florán. Sotrondio conserva algunos de los elementos de patrimonio industrial fruto de su antigua actividad económica.
En 2022 acogió un grupo de refugiados durante la crisis de refugiados ucraniana, que se alojaron en el antiguo colegio San José de las Hermanas de Santo Domingo de Granada.
En la ermita de San Martín de Tours, cercana a Sotrondio, se encuentra el que se cree según la tradición sepulcro del Rey Aurelio. La iglesia parroquial de Sotrondio es la de San Martín, de estilo historicista, construida por Duro Felguera tras la Guerra Civil.

## Festividades
Anualmente se celebran las Jornadas de la Sidra, las Jornadas de los Nabos (plato típico, declarada Fiesta de Interés Turístico), y fiestas patronales en julio. En julio, también se celebra el Concurso Nacional de Charangas. Cerca de Sotrondio, en el valle de Santa Bárbara, es especialmente concurrida la fiesta de El Pote, en el mes de agosto.

## Lugares de interés
- Antigua estación del FC de Langreo (1880)
- Estación nueva (1917)
- Puente de La Maquinilla (1898)
- Puente de Los Gallegos (1920)
- Antigua casa consistorial (1910)
- Iglesia parroquial de San Martín (1945)
- Teatro Virginia, futuro centro de salud (1945)
- Antiguas escuelas, actual ayuntamiento (1933)
- Kiosco de la música (1940)
- Túnel de Herrero Hermanos